# فرانسیسکو جی ایالا
فرانسیسکو جی ایالا (انگلیسی: Francisco J. Ayala; ۱۲ مارس ۱۹۳۴ – ) دانشمند در زمینه ژنتیک جمعیت اهل اسپانیا بود.
وی همچنین برندهٔ جوایزی همچون کمک‌هزینه گوگنهایم و نشان ملی علوم شده‌است.